# Сыскова
Сыскова — деревня в Пышминском городском округе Свердловской области России.

## Географическое положение
Деревня Сыскова Свердловской области расположена в 28 километрах (по дорогам в 30 километрах) к югу от посёлка Пышма, на левом берегу реки Дерней — правого притока реки Пышмы.
Чуть выше деревни Сысковой по течению реки Дерней расположена деревня Бунькова, чуть ниже — деревня Родина.

## Население
| 2002 | 2010 | 2021 |
| ---- | ---- | ---- |
| 108  | ↘94  | ↗98  |